# Lijst van gemeenten in Aksaray
Onderstaande lijst bevat alle gemeenten (2000) in de Turkse provincie Aksaray.
| District  | Gemeente    |
| --------- | ----------- |
| Ağaçören  | Ağaçören    |
| Ağaçören  | Camili      |
| Aksaray   | Acıpınar    |
| Aksaray   | Akçakent    |
| Aksaray   | Aksaray     |
| Aksaray   | Altınkaya   |
| Aksaray   | Aratol      |
| Aksaray   | Armutlu     |
| Aksaray   | Bağlıkaya   |
| Aksaray   | Doğantarla  |
| Aksaray   | Hamidiye    |
| Aksaray   | Helvadere   |
| Aksaray   | İncesu      |
| Aksaray   | Karkın      |
| Aksaray   | Kutlu       |
| Aksaray   | Sağlık      |
| Aksaray   | Sarayhan    |
| Aksaray   | Sevinçli    |
| Aksaray   | Sultanhanı  |
| Aksaray   | Taşpınar    |
| Aksaray   | Topakkaya   |
| Aksaray   | Ulukışla    |
| Aksaray   | Yenikent    |
| Aksaray   | Yeşilova    |
| Aksaray   | Yeşiltepe   |
| Aksaray   | Yuva        |
| Eskil     | Eskil       |
| Eskil     | Eşmekaya    |
| Gülağaç   | Bekarlar    |
| Gülağaç   | Demirci     |
| Gülağaç   | Gülağaç     |
| Gülağaç   | Gülpınar    |
| Gülağaç   | Saratlı     |
| Gülağaç   | Sofular     |
| Güzelyurt | Güzelyurt   |
| Güzelyurt | Ihlara      |
| Güzelyurt | Ilısu       |
| Güzelyurt | Selime      |
| Ortaköy   | Balcı       |
| Ortaköy   | Bozkır      |
| Ortaköy   | Çiftevi     |
| Ortaköy   | Devedamı    |
| Ortaköy   | Harmandalı  |
| Ortaköy   | Ortaköy     |
| Ortaköy   | Ozancık     |
| Ortaköy   | Sarıkaraman |
| Sarıyahşi | Boğazköy    |
| Sarıyahşi | Sarıyahşi   |